# Cheval Blanc Courchevel
Pour les articles homonymes, voir Hôtel Cheval Blanc et Cheval blanc.
Cheval Blanc Courchevel est un hôtel situé dans la station de Courchevel 1850, dans un chalet contemporain. Il bénéficie d’un accès direct aux pistes des Trois Vallées, le plus vaste domaine skiable du monde. L'établissement compte 36 chambres et suites ainsi qu'un chalet indépendant de trois chambres et un appartement de 650 m2 avec ascenseur privé.

## Historique

### Courchevel
Cheval Blanc Courchevel ouvre ses portes en 2006 dans le quartier du Jardin-Alpin, là où Bernard Arnault a appris à skier étant enfant. C’est le premier établissement de la marque « Cheval Blanc » à avoir vu le jour. À l'origine, c'est un hôtel-restaurant en piètre état, La Caravelle ; celui-ci est démoli, reconstruit puis rebaptisé après deux ans de travaux. Le nom vient du grand cru de bordeaux château Cheval Blanc qui appartient déjà au groupe de luxe. Il est décoré par Sybille de Margerie qui avait déjà œuvré pour le Mandarin à Paris. Plusieurs œuvres d'art et pièces de design parsèment le lieu. L'hôtel est composé de 36 chambres ou suites, d'un grand appartement, ainsi que d'un chalet privatif de 315 m2. Rapidement, Cheval Blanc devient un établissement qualifié de « mythique ».
Yannick Alléno, aidé de Gérard Barbin, est le chef, depuis 2008. Le restaurant, distingué par deux étoiles au Guide Michelin depuis 2010, obtient une troisième étoile en février 2017. Le « 1947 », le restaurant gastronomique (22 couverts uniquement, cinq tables), prend le nom du plus prestigieux millésime de Château Cheval Blanc. L'hôtel se voit décerner la distinction de Palace en 2011. Sa réputation se fait sur la qualité du service proposé, l'un des « plus sélect de la planète » tel que l'écrit L'Obs, un lieu avec « l'art de recevoir à la française ». Cet établissement d'exception n'est ouvert que quatre mois de l'année avec un taux d’occupation de 90 % et une clientèle fidèle qui revient d'une année sur l'autre,. Plus de 150 personnes sont employées, sous la direction de Laurent Branover. L'hôtel dispose d'une boutique Vuitton, une Dior, un espace pour Berluti ; le spa est sous l'enseigne Guerlain et le coiffeur John Nollet. Mais l'endroit phare de l’établissement reste la piscine dotée d'un plafond miroir ainsi que d'une forêt de bouleaux. Une yourte est installée à l'extérieur au pied des pistes.
Peu après son ouverture, l'établissement se voit concurrencé au sein de la station par la rénovation totale de l'hôtel  Les Airelles en 2007, un autre établissement disposant de la distinction de « palace » ainsi que par L'Apogée, hôtel cinq étoiles propriété de Xavier Niel et géré par la famille Oetker,. En 2014, l'hôtel le K2 Palace devient le troisième hôtel de Courchevel à recevoir la distinction « palace »

### La marque Cheval Blanc
En 2010, LVMH crée une filiale pour les activités hôtelières, LVMH Hotel Management dirigée par Olivier Lefebvre. Faisant partie de la volonté commerciale de commercialiser ses produits de luxe et de créer des synergies (cosmétiques, vins…), la marque « Cheval Blanc » est déclinée par LVMH pour différents établissements, tous uniques et jamais sur le même modèle, dont un aux Maldives (Cheval Blanc Randheli dessiné par Jean-Michel Gathy et ouvert le 15 novembre 2013 : 45 villas et cinq restaurants), à St-Barth puis des projets à Paris (sur l'emplacement de La Samaritaine avec 72 chambres et suites) et Oman (où les travaux prennent de nombreux mois de retard). 
Ces lieux sont des vitrines pour les marques du groupe. « La marque bénéficie du savoir-faire de l'ensemble des maisons du groupe en matière d'immobilier et de connaissance de la clientèle » précise le directeur des activités hôtelières de LVMH.

### Sources
- Nathalie Ruffier, « De plus en plus d'étoiles à Courchevel », sur lhotellerie-restauration.fr, 25 janvier 2007 (consulté le 27 janvier 2025)
- Francine Rivaud, « Les palaces de Courchevel. Étoiles des neiges », Challenges, no 335,‎ 7 mars 2013, p. 126 à 128 (ISSN 0751-4417, lire en ligne, consulté le 31 mars 2013)
- « Cheval Blanc, propriété de LVMH, doit donner naissance à une lignée de luxe », Challenges, no 343,‎ 2 mai 2013, p. 42 (ISSN 0751-4417)
- Francine Rivaud, « Guerre des étoiles à Courchevel », Challenges, no 370,‎ 19 décembre 2013, p. 42 (ISSN 0751-4417)
- Olivier Drouin, « Bernard Arnault, Xavier Niel : guéguerre dans l'hôtellerie de luxe à Courchevel », sur capital.fr, 26 décembre 2013 (consulté le 8 février 2018)
- Francine Rivaud, « LVMH invente la chaîne d'hôtels ultraluxe », Challenges, no 372,‎ 16 janvier 2014, p. 58-59 (ISSN 0751-4417)
- Francine Rivaud, « Les nouveaux codes du luxe hôtelier », Challenges, no 420,‎ 12 février 2015, p. 70 à 72 (ISSN 0751-4417)
- « Courchevel au sommet : Cheval Blanc », L'Express, no 3415,‎ 14 décembre 2016, p. 77 (ISSN 0014-5270)
- Sylvie Wolff, « Nouvelles ivresses des sommets », L'Express, no 3473,‎ 24 janvier 2018, p. 118-119 (ISSN 0014-5270)
- Christel Brion et Dorane Vignando, « Trip de luxe à Courchevel : Le blanc immaculé de Cheval Blanc », L'Obs, no 2777,‎ 25 janvier 2018, p. 118-119 (ISSN 0029-4713)
- « Courchevel, l'hospitalité en majesté », L'Express diX, nos 04/10,‎ 13 novembre 2019, Spécial ski.